# Emoliente

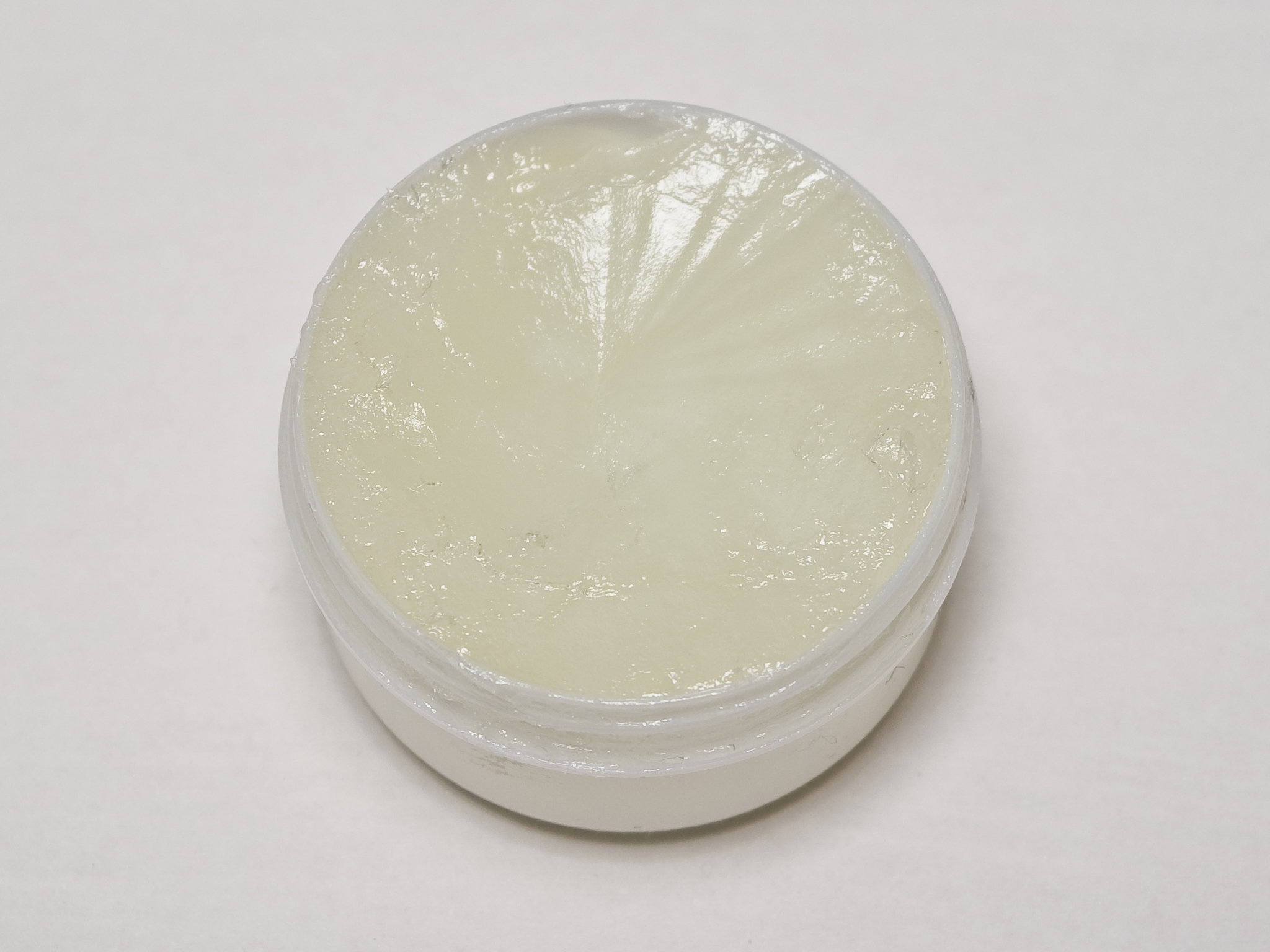
Emoliente

Un emoliente (del latín emolliens, -entis, que ablanda) es una  sustancia usada como medicamento [cita requerida] para ablandar una dureza, tumor o inflamación, suavizando y protegiendo la piel o las mucosas y se emplea con éxito para el control del eccema.
Lo más común es su uso externo, es decir, uso tópico  o dermatológico. Su presentación para uso en la piel es en forma de pomadas y lociones, sustitutos para el jabón y aceites para el baño.
Generalmente no contienen ningún producto farmacológico.